# Топилина, Гелена Дмитриевна
Гелена Дмитриевна Топилина (род. 11 января 1994, Москва) — российская синхронистка, олимпийская чемпионка 2016 года в группе, трёхкратная чемпионка мира. Заслуженный мастер спорта России (2016).

## Биография
Родилась 11 января 1994 года в Москве. Начала заниматься синхронным плаванием в возрасте 6 лет у Елены Грызуновой. В 2002—2006 годах тренировалась под руководством Елены Федосеевой, в дальнейшем с ней работала Екатерина Пискарёва. В 2014—2016 годах в сборной страны её подготовкой также занималась Марина Терехова. 
На чемпионате Европы 2014 в Берлине стала чемпионкой в составе группы.
В 2015 году на домашнем чемпионате мира в Казани трижды выиграла золотые медали в группе и комбинации, в 2016 году добавила ещё 2 золотые медали чемпионата Европы.
На Олимпиаде 2016 в Рио-де-Жанейро стала олимпийской чемпионкой в составе группы.
Студентка Института государственного управления и права Государственного университета управления.

## Награды
- Орден Дружбы (25 августа 2016 года) — за высокие спортивные достижения на Играх XXXI Олимпиады 2016 года в городе Рио-де-Жанейро (Бразилия), проявленные волю к победе и целеутремленность[3].